# Mario Bertoncini
Mario Bertoncini (Roma, 27 settembre 1932 – Siena, 19 gennaio 2019) è stato un compositore e pianista italiano.

## Biografia
Ha studiato composizione con Goffredo Petrassi, pianoforte con Rodolfo Caporali e musica elettronica con Gottfried Michael Koenig. La carriera di compositore si è alternata a quella di pianista, cofondatore di Nuova Consonanza, è stato anche presidente dell'associazione romana di musicisti e compositori. Nel 1967 è stato chiamato ad insegnare presso il Conservatorio di Pesaro. Artista in residenza presso la German Academic Exchange Service a Berlino, ha creato sculture sonore all'aperto per il Berliner Festwochen. Tra il 1975 e il 1976 ha lavorato presso la facoltà di Musica della McGill University di Montréal, Canada. Dal 1980 al 2004 ha insegnato presso la Berlin University of the Arts.
Nel 1962 ha vinto il Premio Nicola d'Atri dell'Accademia Nazionale di Santa Cecilia per il suo Sei Pezzi per orchestra, nel 1965 ha vinto il premio internazionale di composizione Gaudeamus International Composers Award e il premio Fondation europeènne de la Culture per Quodlibet. Si è esibito in tournée con orchestre sinfoniche in Europa, Nord America, Israele e Corea.
A lato dell'attività compositiva, costruttiva ed esecutiva, Bertoncini coltiva quella letteraria in varie forme: sul finire del periodo scolastico collabora all'Enciclopedia dello Spettacolo Sansoni in qualità di redattore per il teatro musicale del XVIII secolo e scrive in seguito su commissione della Radiotelevisione Italiana, oltre alla traduzione ritmica di opere scritte originariamente in inglese, francese e tedesco (tra l'altro il «Lindberghs Flug» di Brecht e Kurt Weill), più di ottanta recensioni di opere liriche appartenenti a diverse epoche.
A partire dal 1976 dedica parte del proprio tempo alla redazione di saggi in forma dialogica ispirata dal dialogo platonico classico; essi sono originariamente scritti in lingua italiana e, in due casi – i dialoghi sono a tutt'oggi sedici – anche inglese. Essi trattano quasi esclusivamente argomenti musicali. Dal 1978 ha inizio anche una insospettata attività poetica: da allora ad oggi egli ha scritto circa quattrocentocinquanta sonetti in dialetto romanesco, pubblicandone nel '90 una scelta di duecento per la Äolus Verlag di Berlino. Nel 2016 ha collaborato con puntOorg International Research Network alla realizzazione dell'opera La bottega del suono. Mario Bertoncini, Maestri e allievi.